# Beauce (district électoral du Canada-Uni)
Pour les articles homonymes, voir Beauce.
Circonscription électorale provinciale du Canada
Beauce est un district électoral de l'Assemblée législative de la province du Canada.

## Liste des députés
| Années | Années      | Député                  | Affiliation |
| ------ | ----------- | ----------------------- | ----------- |
|        | 1854 - 1858 | Dunbar Ross             | Rouge       |
|        | 1858 - 1861 | Dunbar Ross             | Rouge       |
|        | 1861 - 1863 | Henri-Elzéar Taschereau | Bleu        |
|        | 1863 - 1867 | Henri-Elzéar Taschereau | Bleu        |